# Pierre Bouvier (sociologue)
Pour les articles homonymes, voir Pierre Bouvier et Bouvier.
Pierre Bouvier est un sociologue et anthropologue français.

## Biographie
Docteur ès transformations sociales et processus psychosociaux (1979) et docteur d'État en sociologie (1987), il est professeur émérite de l'université Paris Ouest Nanterre La Défense (anciennement Paris X-Nanterre), chercheur à l'IIAC, équipe LAIOS (Laboratoire d'anthropologie des institutions et des organisations sociales). 
Fondateur de la revue Socio-anthropologie, revue interdisciplinaire de sciences sociales, il est directeur de la collection Socioanthropologie aux éditions L’Harmattan.  
Il est membre de l’Association internationale de sociologie (ISA), de l’Association internationale des sociologues de langue française (AISLF), de l’Association française des anthropologues (AFA).  
Il développe au fil des années une approche « socioanthropologique » du monde contemporain,.

## Travaux de recherche
Les travaux portent sur la problématique interdisciplinaire socioanthropologique, démarche qui croise et renouvelle deux disciplines : la sociologie et l’anthropologie et dont il s’agit de présenter concepts et méthodes. Épistémologiquement, elle se présente comme l’une des démarches les plus adéquates à analyser, tant au niveau du sociétal que de l’existentiel, les contextes de ce nouveau millénaire.
La mondialisation, les migrations de masse, les symboliques en action interpellent radicalement les manières antérieures de se positionner. Elles refaçonnent les vecteurs du social subjectivé tant individuel que collectif.
Les terrains abordés concernent en particulier les questions liées au colonial et au postcolonial autour de figures emblématiques : A. Césaire et F. Fanon. Ils touchent également des acteurs colonisés : tirailleurs sénégalais impliqués dans les guerres mondiales du siècle passé. Le regard de l’observateur subjectivé face aux conditions des terrains structurants et structurés du tiers-monde et de leurs enjeux sociétaux et existentiels participent de la problématique.
Le socioanthropologique interpelle aussi les actions engagées individuellement et collectivement par des artistes dans leurs lectures et leurs mises en images des contextes des sociétés dites libérales, celles du marché de l’art et de ses a priori dominants.

## Ouvrages
- Suite buissonnière, Éditions Galilée, 2020 [12]
- « Mémoires coloniales », codirection numéro 37 revue Socio-Anthropologie, 2018
- La longue marche des tirailleurs sénégalais, de la Grande guerre aux indépendances, Belin, 2018 (Finaliste prix Sergent Maginot, Verdun, 3/11/2018).
- Mai 68, traces et griffages, Éditions Galilée, 2018[13]
- Pierre Bouvier, François Derivery, Claude Lazar, Francis Parent, Daniel Riberzani (dirs), Le Salon de La Jeune Peinture, une histoire 1950-1983 , réédition augmentée d’une annexe, Arcueil, éd Patou, 2016[14]
- De Dakar à Tokyo, Paris, Éditions Galilée, 2014[15]
- De la socioanthropologie, Paris, éditions Galilée, 2011
- Aimé Césaire et Frantz Fanon. Portraits de (dé)colonisés, Paris, Les Belles Lettres, 2010
- Le lien social, Paris, Gallimard, 2005
- La socio-anthropologie, Paris, Armand Colin, « Collection U. Sociologie », 2000
- Socio-anthropologie du contemporain, Paris, Éditions Galilée, « Débats », 1995
- Le travail, Paris, Presses universitaires de France, coll. « Que sais-je ? », 1991
- Le Travail au quotidien : une démarche socio-anthropologique, Paris, Presses universitaires de France, « Sociologie d'aujourd'hui », 1989
- Avec Olivier Kourchid (dir.) et la collaboration de Jean Leroy, France-USA : les crises du travail et de la production, Paris, Méridiens Klincksieck, 1988
- Technologie, travail, transports : les transports parisiens de masse, 1900-1985, Paris, Librairie des Méridiens, « Réponses sociologiques », 1985
- Travail et expression ouvrière : pouvoirs et contraintes des comités d'entreprise, Paris, Éditions Galilée, 1980
- Metro-polis, Paris, Tigres en papier, 1978.
- Entraves : 1963-1966, Paris, J. Millas-Martin, « Grand fond », 1975
- Fanon, Paris, Éditions universitaires, 1971

## Documents
- Démobilisés européens, démobilisés africains dans la Grande guerre, Mémoires d’un continent, RFI, 22 novembre 2015.
- Frantz Fanon, in Concerning Violence, Paris, Blaq Out, 2014 (DVD, 25 min).

## Exposition
Exposition de photographies tirées du livre De Dakar à Tokyo (2014), EHESS, octobre 2014,.